# Adolphus Cambridge, Marchiz de Cambridge
Adolphus Cambridge, Primul Marchiz de Cambridge (Adolphus Charles Alexander Albert Edward George Philip Louis Ladislaus; 13 august 1868 – 23 octombrie 1927), născut Prinț Adolphus de Teck și mai târziu  Duce de Teck, a fost membru al familiei regale britanice, strănepot al regelui George al III-lea și fratele mai mic al reginei Mary, soția regelui George al V-lea. În 1900, el i-a succedat tatălui său ca Duce de Teck în regatul de Württemberg. În 1917 a renunțat la titlurile sale germane și a devenit Marchiz de Cambridge.

## Biografie
La 12 decembrie 1894, la Eaton Hall, el s-a căsătorit cu Margaret Evelyn Cambridge (9 aprilie 1873 – 27 martie 1929), fiica primului duce de Westminster. Cuplul a avut 4 copii:
- Prințul George de Teck (11 octombrie 1895 – 16 aprilie 1981); s-a căsătorit în 1923 cu Dorothy Hastings (18 mai 1899 – 1 aprilie 1988).
- Prințesa Mary de Teck (12 iunie 1897 – 23 iunie 1987); s-a căsătorit în 1923 cu Henry Somerset, al 10-lea Duce de Beaufort (4 aprilie 1900 – 4 februarie 1984).
- Prințesa Helena de Teck (23 octombrie 1899 – 22 decembrie 1969); s-a căsătorit în 1919 cu colonelul John Evelyn Gibbs (22 decembrie 1879 – 11 octombrie 1932).
- Prințul Frederick de Teck (23 septembrie 1907 – 30 mai 1940).